# 勒朗丹
勒朗丹（法語：Le Landin，法語發音：[lə lɑ̃dɛ̃]）是法国厄尔省的一个市镇，位于该省北部，属于贝尔奈区。

## 地理
勒朗丹（49°24'8"N, 0°47'55"E）面积3.15 平方千米，位于法国诺曼底大区厄尔省，该省份为法国北部内陆省份，北起滨海塞纳省，西接奧恩省和卡爾瓦多斯省，南至厄尔-卢瓦省，东临瓦兹省、瓦兹河谷省和伊夫林省。
与勒朗丹接壤的市镇（或旧市镇、城区）包括：塞纳河畔巴讷维尔、欧维尔、翁格马尔-格努维尔、瑞米耶日、阿尔洛讷昂塞纳。

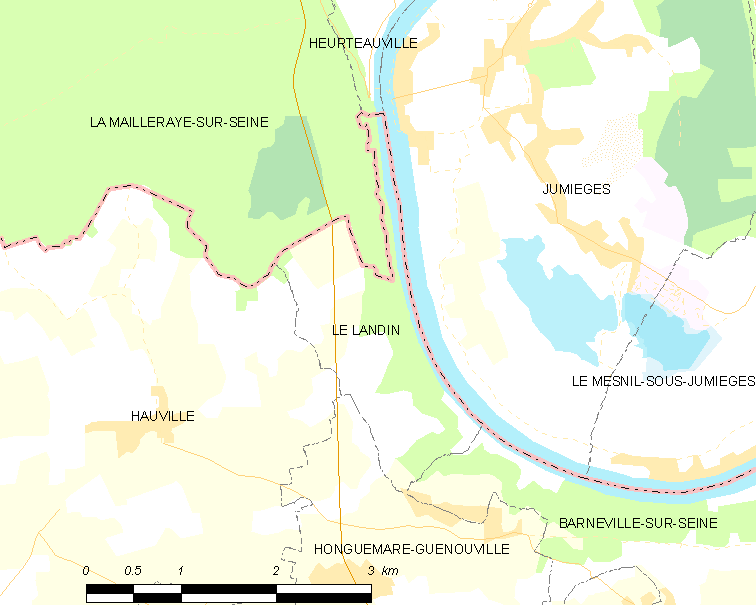
勒朗丹的OSM定位图

勒朗丹的时区为UTC+01:00、UTC+02:00（夏令时）。

## 行政
勒朗丹的邮政编码为27350，INSEE市镇编码为27363。

## 政治
勒朗丹所属的省级选区为阿沙尔堡县。

## 人口

1962-2008年间勒朗丹人口变化图示

勒朗丹于2022年1月1日时的人口数量为262人。